# Fraueneishockey-Bundesliga 2017/18
Die Saison 2017/18 war die 30. Austragung der Fraueneishockey-Bundesliga in Deutschland. Die Ligadurchführung erfolgt durch den Deutschen Eishockey-Bund. Die Hauptrunde begann mit ihrem ersten Spieltag am 23. September 2017 und endete am 17. März 2018. Die Mannschaft des ECDC Memmingen gewann mit nur einer Niederlage zum zweiten Mal den deutschen Meistertitel.

## Modus
Wie in der Vorsaison spielen die Bundesliga-Vereine eine Doppelrunde aus. Der Sieger der Doppelrunde ist Deutscher Meister. Die bisherige Drei-Punkteregelung wurde beibehalten, so dass bei einem Sieg in der regulären Spielzeit der Sieger drei Punkte, der Verlierer gar keinen Punkt erhält. Bei einem Unentschieden nach der regulären Spielzeit erhalten beide Mannschaften jeweils einen Punkt. Der Sieger des anschließenden Penaltyschießens erhält einen Zusatzpunkt.

## Teilnehmende Mannschaften
- ESC Planegg
- EC Bergkamen
- Eisbären Juniors Berlin
- ECDC Memmingen
- ERC Ingolstadt
- Maddogs Mannheim
- Hannover Lady Scorpions
- Düsseldorfer EG

Die Liga beginnt mit den 7 Mannschaften der Vorsaison, die die Saison beendet hatten, sowie dem Aufsteiger aus der 2. Liga Nord, die Düsseldorfer EG. 
Im August 2017 hatte die Ligenleitung die Hannover Lady Scorpions aufgrund der geschlossenen Eishalle in Langenhagen zunächst vom Spielbetrieb ausgeschlossen. Der SC Langenhagen als Stammverein legte Protest beim DEB-Schiedsgericht ein. Letztlich wurden die Lady Scorpions zugelassen, da sich mit dem Eisstadion am Pferdeturm in Hannover eine Ersatzspielstätte gefunden hatte. Zudem wechselte die Frauen-Mannschaft des OSC Berlin vor der Saison zu den Eisbären Juniors Berlin.

## Tabelle
Abkürzungen: S = Sieg nach regulärer Spielzeit, OTS = Sieg nach Overtime, OTN = Niederlage nach Overtime, N = Niederlage nach regulärer Spielzeit
| Platz | Mannschaft              | Spiele | S  | SOS | SON | N  | Tore    | Punkte |
| ----- | ----------------------- | ------ | -- | --- | --- | -- | ------- | ------ |
| 1.    | ECDC Memmingen          | 28     | 27 | 0   | 1   | 0  | 182:038 | 82     |
| 2.    | ESC Planegg             | 28     | 21 | 3   | 0   | 4  | 175:065 | 69     |
| 3.    | ERC Ingolstadt          | 28     | 19 | 1   | 2   | 6  | 134:057 | 61     |
| 4.    | EC Bergkamener Bären    | 28     | 12 | 4   | 1   | 11 | 085:083 | 45     |
| 5.    | Düsseldorfer EG         | 28     | 9  | 1   | 2   | 16 | 077:104 | 31     |
| 6.    | Eisbären Juniors Berlin | 28     | 7  | 0   | 3   | 18 | 064:098 | 24     |
| 7.    | Mad Dogs Mannheim       | 28     | 7  | 1   | 1   | 19 | 075:115 | 24     |
| 8.    | Hannover Lady Scorpions | 28     | 0  | 0   | 0   | 28 | 025:257 | 0      |

## Beste Scorerinnen
Quelle: DEB; Abkürzungen: Sp = Spiele, T = Tore, V = Assists, Pkt = Punkte, +/− = Plus/Minus, SM = Strafminuten; Fett: Bestwert
| Spieler             | Mannschaft | Sp | T  | V  | Pkt | +/− | SM |
| ------------------- | ---------- | -- | -- | -- | --- | --- | -- |
| Taylor Day          | Memmingen  | 28 | 46 | 43 | 89  | +69 | 14 |
| Julia Zorn          | Planegg    | 28 | 51 | 37 | 88  | +68 | 6  |
| Marie Delarbre      | Memmingen  | 28 | 30 | 38 | 68  | +51 | 42 |
| Kerstin Spielberger | Planegg    | 25 | 23 | 44 | 67  | +51 | 12 |
| Andrea Lanzl        | Ingolstadt | 28 | 22 | 42 | 64  | +57 | 4  |
| Sonja Weidenfelder  | Memmingen  | 28 | 21 | 31 | 52  | +46 | 16 |
| Lucie Geelhaar      | Ingolstadt | 28 | 21 | 26 | 47  | +40 | 18 |
| Brooke Reimer       | Ingolstadt | 16 | 23 | 23 | 46  | +32 | 37 |
| Franziska Feldmeier | Planegg    | 28 | 9  | 36 | 45  | +37 | 16 |

## Beste Torhüterinnen
Quelle: DEB; Abkürzungen: Sp = Spiele, Min = Eiszeit (in Minuten), GT = Gegentore, SO = Shutouts, Sv% = gehaltene Schüsse (in %), GTS = Gegentorschnitt; Fett: Bestwert
| Spieler         | Mannschaft | Sp | Min     | GT | GTS  | SaT | Sv%  |
| --------------- | ---------- | -- | ------- | -- | ---- | --- | ---- |
| Emma Schweiger  | Memmingen  | 20 | 1156:38 | 30 | 1,56 | 261 | 88,5 |
| Julia Graunke   | Planegg    | 11 | 583:32  | 17 | 1,75 | 41  |      |
| Lisa Geml       | Ingolstadt | 13 | 774:32  | 26 | 2,01 | 113 | 77,0 |
| Paula Byszio    | Ingolstadt | 11 | 552:56  | 22 | 2,39 | 71  | 69,0 |
| Dominique Quint | Planegg    | 11 | 645:00  | 26 | 2,42 | 127 | 79,5 |
| Sarah Körber    | Bergkamen  | 11 | 540:11  | 26 | 2,89 | 115 | 77,4 |
| Pia Surke       | Bergkamen  | 19 | 892:22  | 43 | 2,89 | 43  |      |
| Marie Düsberg   | Berlin     | 11 | 666:29  | 33 | 2,97 | 47  |      |

## Meisterkader
| Deutscher Meister ECDC Memmingen | Tor: Vanessa Muschik, Emma Schweiger, Saskia Serbest Abwehr: Franziska Brendel, Mandy Dibowski, Daria Gleißner, Sabina Kaiser, Lena Kartheininger, Daniela Kolbeck, Anna-Lena Niewollik, Tiana Rehder, Carina Strobel Angriff: Manuela Anwander, Taylor Day, Marie Delarbre, Nicola Eisenschmid, Ronja Hark, Antonia Jekel, Katharina Ott, Antje Sabautzki, Nadine Schattner, Lena Schurr, Julia Seitz, Marina Swikull, Sonja Weidenfelder Trainer: Werner Tenschert, Markus Rose |